# Kwitajny (osada)
Kwitajny (niem. Quittainen) – osada w Polsce, położona w województwie warmińsko-mazurskim, w powiecie elbląskim, w gminie Pasłęk przy drodze wojewódzkiej nr 527. Wieś jest siedzibą sołectwa Kwitajny w którego skład wchodzi również miejscowość Zielno. W latach 1975–1998 miejscowość administracyjnie należała do województwa elbląskiego.

## Historia
Do końca II wojny światowej w 1945 r. obszar ten należał do powiatu Pasłęk (Preußisch Holland) w okręgu administracyjnym Królewiec (Königsberg) w prowincji Prusy Wschodnie. W tym czasie powiat Kwitajny w okręgu Pasłęk (Preußisch Holland) obejmował sześć gmin: Groß Thierbach, Leżnica (Lägs), Mäken, Nauten, Pergusen i Kwitajny.
Wsie Małe i Wielkie Kwitajny (Klein i Groß Quittainen) zostały wymienione 8 kwietnia 1431 r. w rękopisie, który w Pasłęku spisał Konrad von Beldersheim, elbląski komtur zakonny. Zgodnie z ręcznym świadectwem wystawionym w Królewcu, Małe i Wielkie Kwitajny otrzymał od księcia pruskiego Albrechta za lojalną służbę Anton von Borke 4 grudnia 1557 r. wraz z licznymi innymi dobrami. W innym świadectwie ręcznym, wystawionym w Królewcu 17 kwietnia 1573 r., majątek ten został przyznany rodzinie Borke przez księcia pruskiego Albrechta Fryderyka.
W latach 1681–1695 elektorski feldmarszałek brandenburski baron Georg von Derfflinger (* 1606; † 1695) był panem feudalnym dóbr Kwitajny. Po jego śmierci dobra przeszły w ręce elektora brandenburskiego feldmarszałka Johanna Albrechta von Barfuß, który pozostawił je swojemu synowi Karlowi Friedrichowi Ludwigowi von Barfuß; był on synem z drugiego małżeństwa z Eleonorą von Dönhoff.
W 1710 r. Kwitajny zostały dotknięte epidemią dżumy, która wybuchła w Prusach Wschodnich i spowodowała śmierć wielu młodych i starych ludzi.
W latach 1714–1719 Karl Friedrich Ludwig von Barfuß zlecił budowę nowego kościoła w stylu barokowym w środku wsi, niedaleko zamku. Był on używany na przemian przez zbory protestanckie reformowane i protestanckie luterańskie. Do nowego budynku sam zamówił organy, a także zegar wieżowy i dzwon. W 1785 r. Kwitajny opisano jako posiadłość szlachecką z zamkiem hrabiowskim, wsią i zabudowaniami gospodarczymi oraz cegielnią nad małą rzeką Sałą (Selle), w której znajdowało się 31 palenisk (gospodarstw domowych).
W XIX wieku Kwitajny miały własny urząd pocztowy.
Około 1920 r. posiadłość i las Kwitajny były częścią majątku o tej samej nazwie. W skład majątku wchodziła także wieś Schönau, majątek Komthurhof, folwark Lägs, folwark Matzweißen, folwark Amalienhof, folwark Mäken, folwark Skollmen i folwark Nauten z dwoma folwarkami Kanditten i Einhöfen; jako właściciela wpisano Fundację Rodziny i Ubogich Hrabiego von Dönhoff (Graf von Dönhoff Familien- und Armenstiftung), której powiernikiem był Stanisław Graf von Dönhoff, Majoratsherr auf Skandau.
Wiosną 1945 r. region ten został zajęty przez Armię Czerwoną. Wkrótce potem południowa połowa Prus Wschodnich, w tym okręg Pasłęka i Kwitajny, zgodnie z umową poczdamską zostały przekazane przez Związek Radziecki pod zarząd Polskiej Rzeczypospolitej Ludowej.

## Zabytki
Do wojewódzkiego rejestru zabytków wpisane są obiekty:
- Zespół parkowo-pałacowy składający się z barokowego pałacu – dawnej siedziby Dönhoffów. Pałac – piętrowa budowla z ryzalitem wzniesiona na planie czworoboku – powstał na zlecenie Christopha Grafa zu Dohna-Schlodien i został zbudowany według planów Jeana de Bodta około 1700 roku, choć z planów tych zrealizowano tylko jedną kondygnację głównego budynku i jedno boczne skrzydło[9]. Pałac i posiadłość Kwitajny przeszły w 1742 r. z rąk rodziny Barfus na własność Philippa Otto hrabiego Dönhoffa. Rozbudował on majątek, kupując posiadłości Schönau-Gehlfeldt, Nauten i Samrodt. W Kwitajnych kazał rozbudować dom szkolny[5]. Pałac został przebudowany w latach 1840–1850 w stylu neorenesansowym. Zamek był zamieszkiwany do 1944 r. przez Christopha Grafa Dönhoffa (1906-1992), który był dyplomatą. Jego siostra, znana później publicystka Marion Gräfin Dönhoff, dziennikarka niemiecka, rzeczniczka pojednania polsko-niemieckiego, autorka książek z tematyki Prus Wschodnich, mieszkała w czynszówce naprzeciwko. W latach wojny zarządzała majątkiem i była ostatnią kuratorką fundacji hrabiego von Dönhoff. W styczniu 1945 r. rozpoczęła stąd ucieczkę na zachód[10]. W liście do hrabiny mieszkaniec Kwitajn donosił o losie wsi i mieszkańców majątku, którzy pozostali na miejscu: dziesięciu mężczyzn, sześć kobiet i dzieci zostało rozstrzelanych, a czternastu mieszkańców deportowano do Związku Radzieckiego[11]. Po 1945 r. mieściła się tu szkoła rolnicza, pałac użytkowany był przez PGR. następnie założenie zostało wykupione przez osobę prywatną, a folwark przez spółkę[10]. Budynek zamku został odnowiony około 1985 r., a następnie był wykorzystywany jako budynek administracyjny i mieszkalny. Dawna czynszówka popadła w ruinę i zachowała się tylko jako ruina. Znajdująca się w pałacu kolekcja portretów rodu została w części po II wojnie światowej przeniesiona do Muzeum Warmii i Mazur w Olsztynie. W skład zabudowy wchodzi oranżeria z połowy XIX w., obecnie w ruinie[10], całość otacza niewielki park i stawy.
- Barokowy, ceglany kościół pw. Chrystusa Króla, filialny parafii w Kalniku. Wybudowany w latach 1714–1719, jednonawowy, posiada dwukondygnacyjną wieżę na osi, nakrytą charakterystycznym hełmem krytym gontem, podwyższonym o zamkniętą latarenkę. Dzięki staraniom proboszcza został gruntownie wyremontowany i w 2016 r. uzyskał nagrodę w konkursie „Zabytek zadbany”[10].
- Zespół młyna.

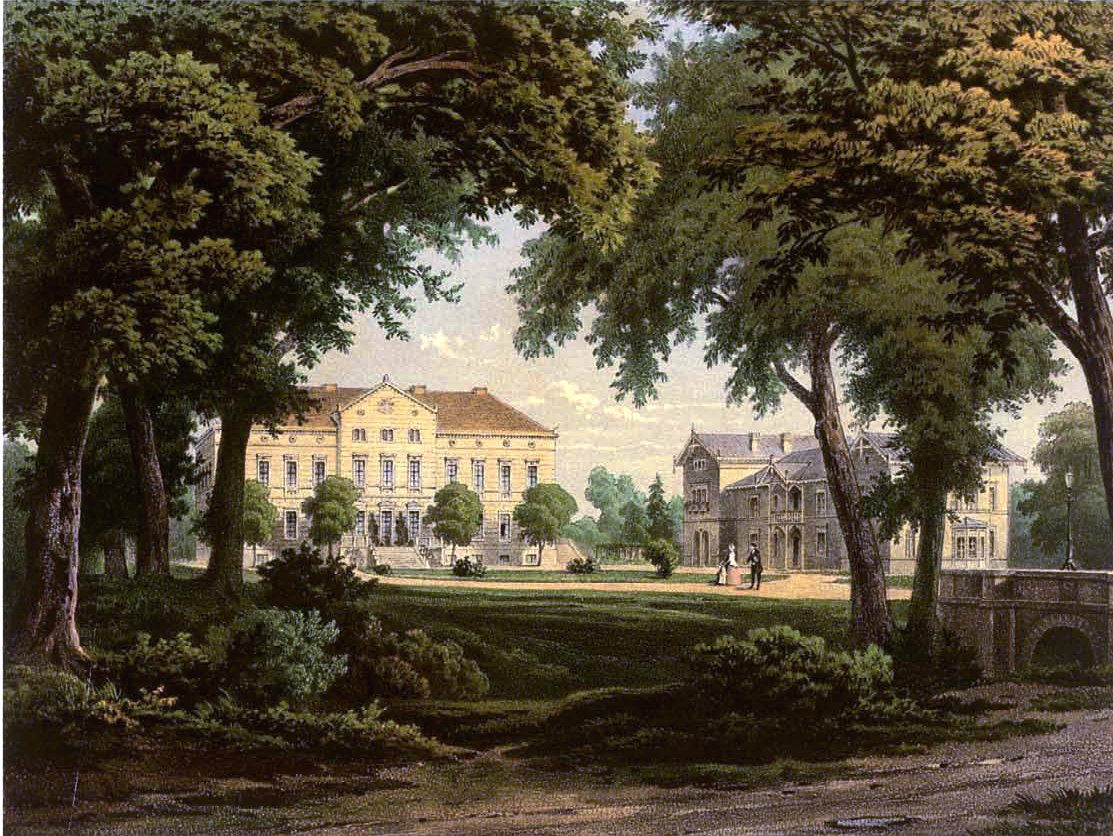
Litografia z drugiej poł. XIX w. A. Dunckera
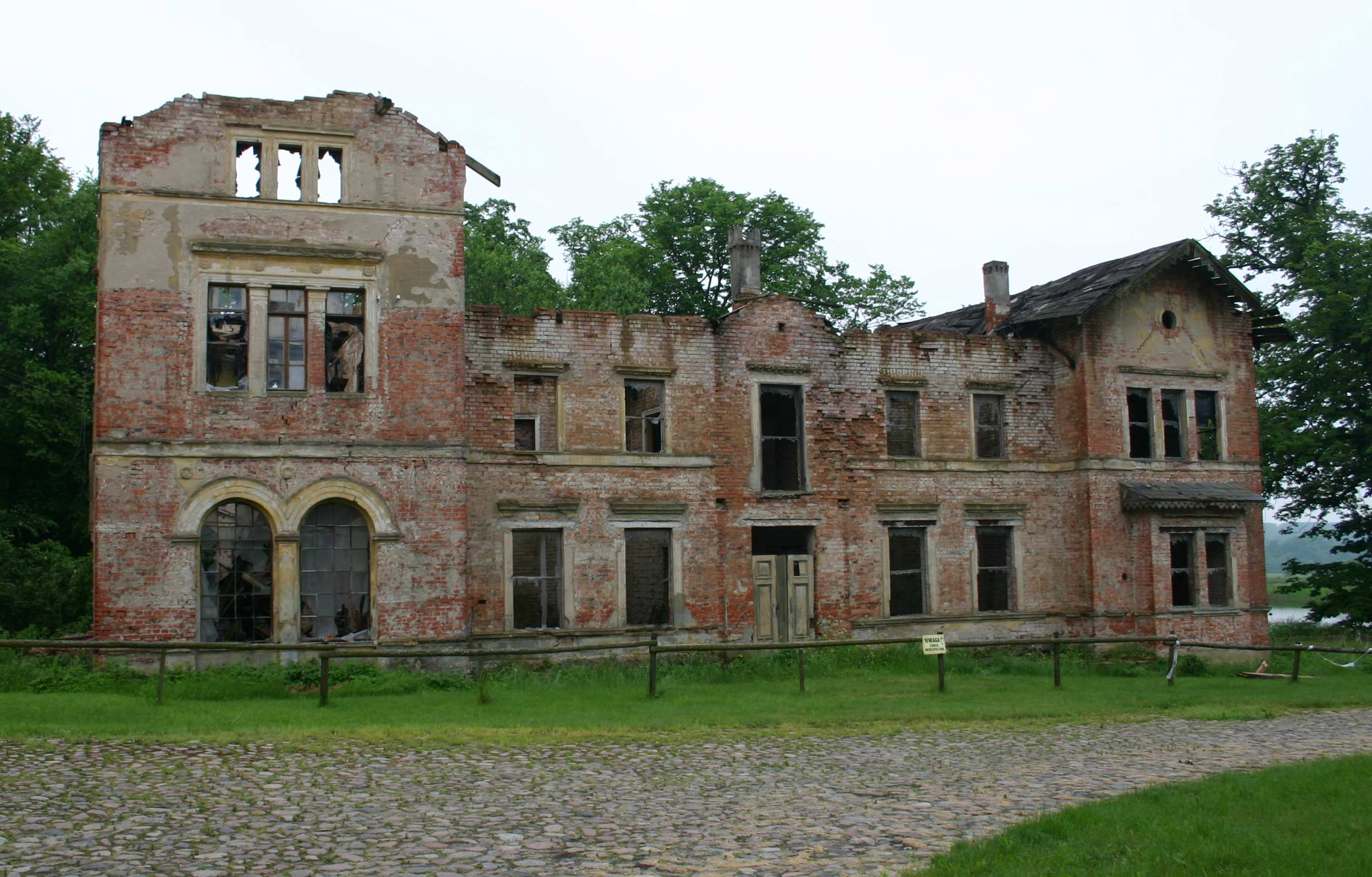
Dwór
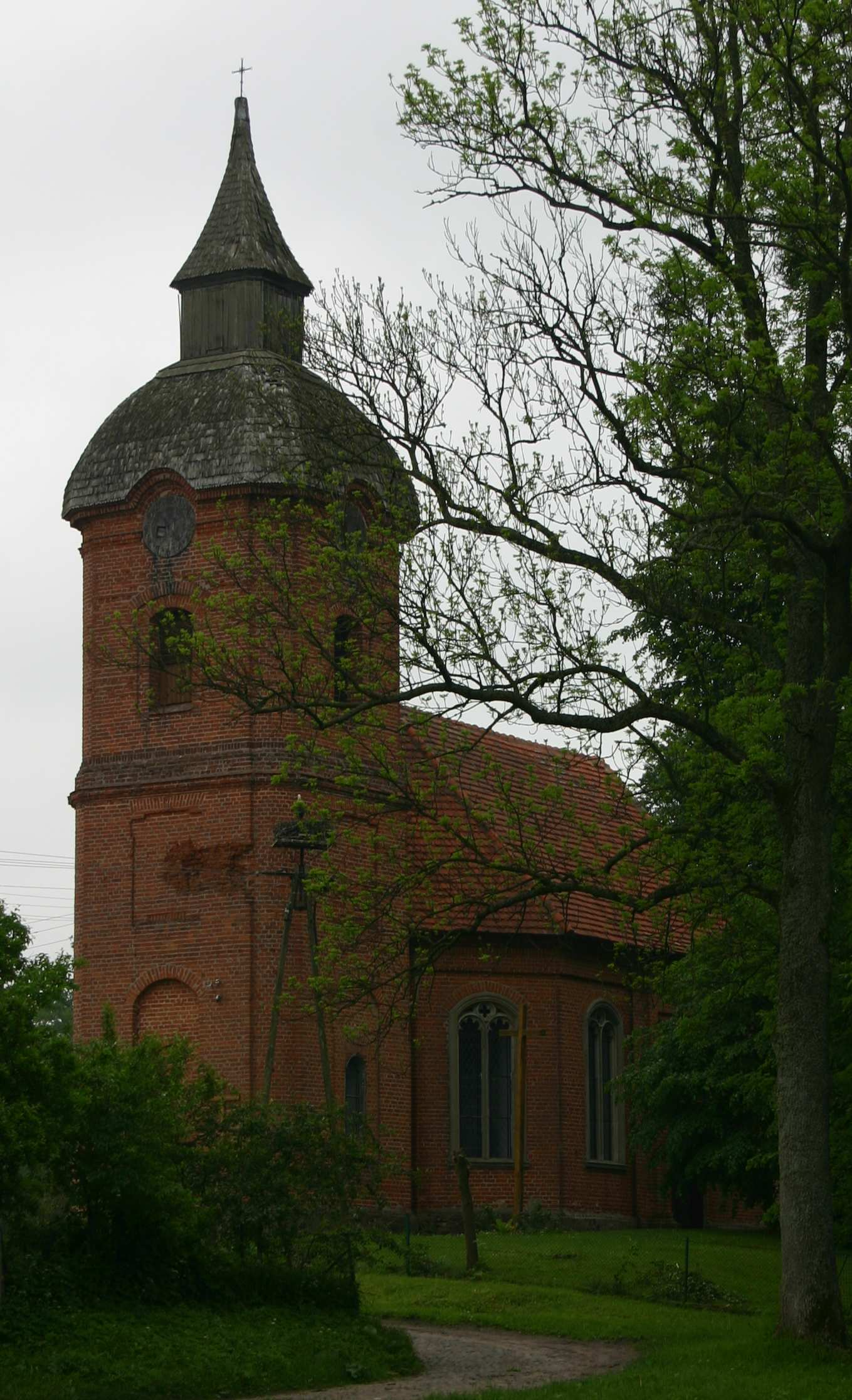
Kościół
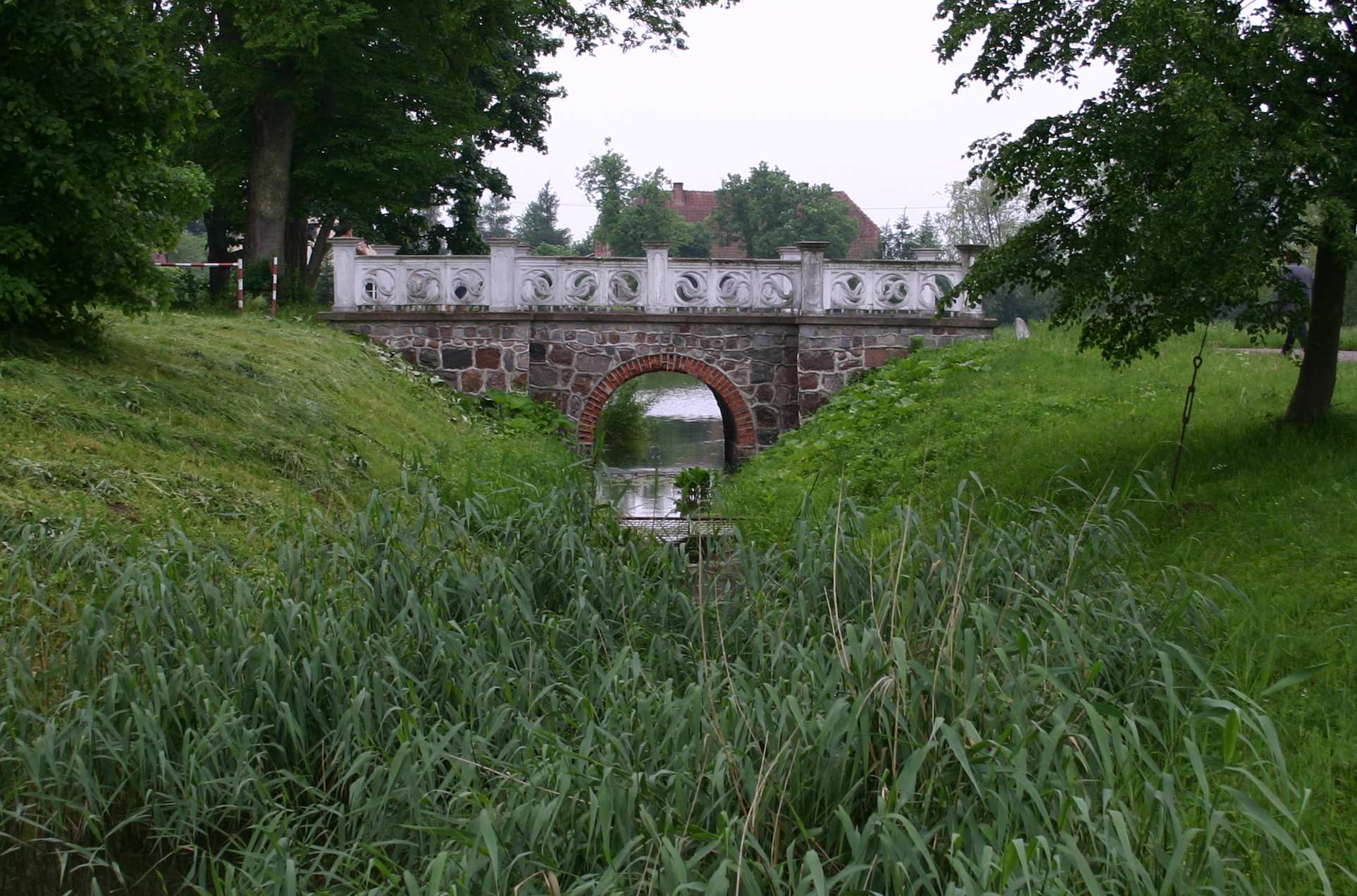
Most zamkowy